# Ocnus
Ocnus is een geslacht van zeekomkommers uit de familie Cucumariidae.

## Soorten
- Ocnus amiculus Cherbonnier, 1988
- Ocnus braziliensis (Verrill, 1868)
- Ocnus brunneus (Forbes, 1840)
- Ocnus capensis (Théel, 1886)
- Ocnus cataphractus (Sluiter, 1901)
- Ocnus corbulus (Cherbonnier, 1953)
- Ocnus cruciformis Thandar, 2014
- Ocnus cylindricus (Semper, 1867)
- Ocnus diomedeae Pawson, 1976
- Ocnus glacialis (Ljungman, 1879)
- Ocnus lacteus (Forbes & Goodsir, 1839)
- Ocnus paracorbulus Thandar, Zettler & Arumugam, 2010
- Ocnus petiti (Cherbonnier, 1957)
- Ocnus placominutus Thandar, Zettler & Arumugam, 2010
- Ocnus planci (Brandt, 1835)
- Ocnus pygmaeus Semper, 1867
- Ocnus rowei Thandar, 2008
- Ocnus tantulus Cherbonnier, 1988
- Ocnus vicarius Bell, 1883